# Altsar Per Andersson
Altsar Per Andersson, född 25 september 1797 i Hjulbäck, Kopparbergs län, död 13 januari 1857 i Hjulbäck, var en svensk bonde, nämndeman och porträttritare.
Han var son till bonden Altsar Anders Persson och Hök Karin Olsdotter och från 1824 gift med Erikanders Karin Persdotter från Hjortnäs. Han var farfar till Anders Altzar. Vid sidan av sitt arbete som bonde var Andersson verksam som porträttör. Bland hans porträtt märks de av Gustav III och Karl XIV Johan som skänktes till Leksands kyrka 1847.